# 山茶碗

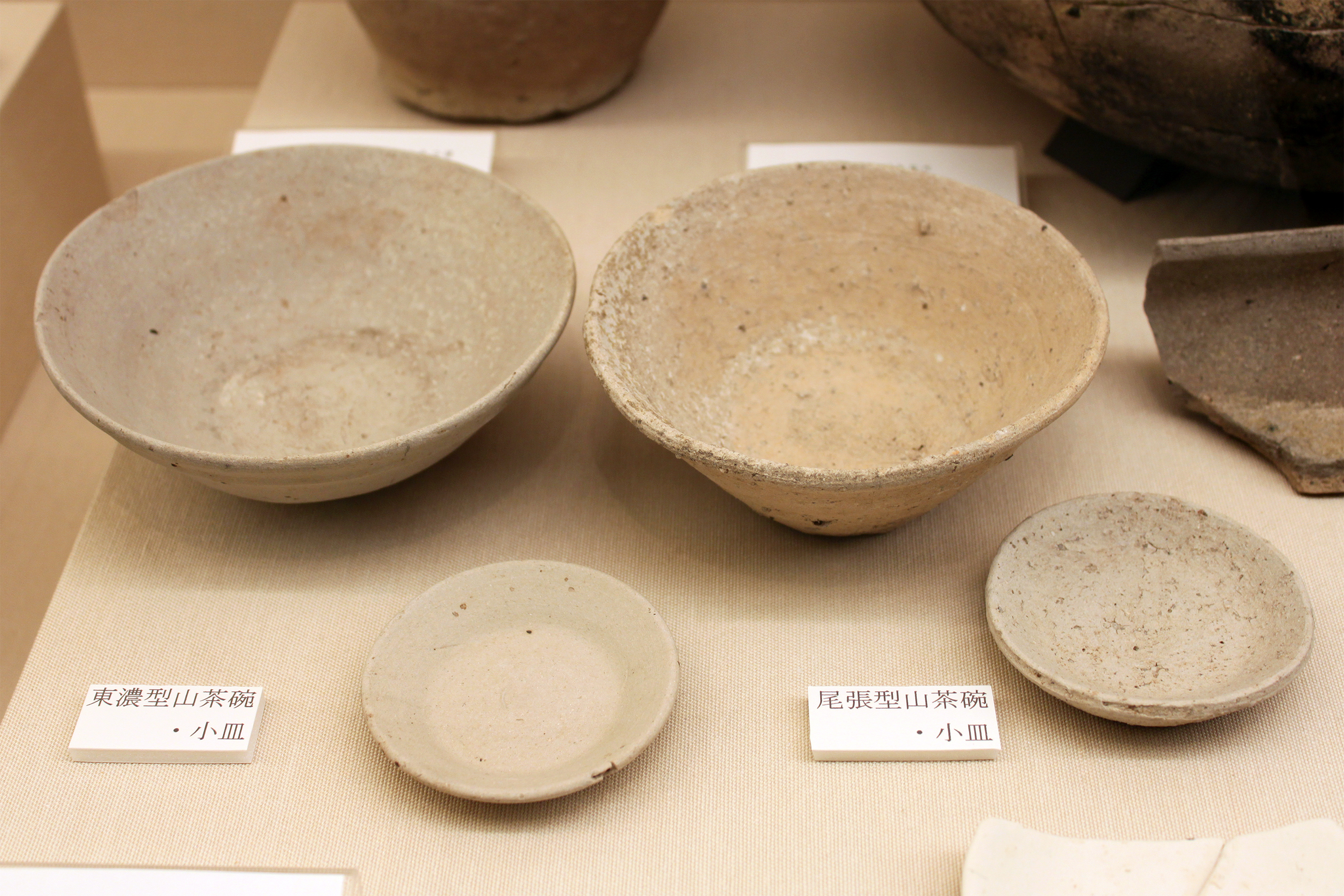
東濃型・尾張型の山茶碗と山皿（瀬戸蔵ミュージアム蔵・2018年9月2日）

山茶碗（やまぢゃわん/やまちゃわん）は、平安時代末（12世紀）から室町時代（15世紀）にかけての東海地方で生産された無釉陶器。灰釉陶器の系譜を引き、美濃・尾張・三河・遠江などの窖窯で生産された。

## 名称
「山茶碗」という名称は、丘陵地の斜面など、山の中（かつてこれを焼成していた窖窯のある場所）で採取されることに由来するという。また、碗とともに見つかる小皿については「山皿」（やまざら）と呼ばれることがある。そのほか、奈良時代の僧である行基が諸国を行脚して民衆に作陶技術を教授したとする伝承から「行基焼」（ぎょうきやき）との別名もある。

## 起源
愛知県名古屋市東部や豊田市を中心に分布する猿投窯（三大古窯の一つ）で生産された、日本最初期の人工施釉陶器である「灰釉陶器（白瓷：しらし）」の系譜に連なるため、「白瓷系陶器」とも呼ばれる。灰釉陶器は、8世紀末の生産開始当初こそ高級食器として精巧に作られたが、東海地方各地で焼かれるようになると次第に粗雑化し、11世紀末頃には各地の窯場が施釉技法を放棄して量産化を指向するようになり、これ以降の製品が現代の考古学用語で「山茶碗」と呼ばれるようになった。
猿投窯以外には、瀬戸市の瀬戸窯や小牧市周辺の尾北窯、知多半島の知多窯（常滑窯）、渥美半島の渥美窯、岐阜県各務原市周辺の美濃須衛窯、同県多治見市周辺の東濃窯（美濃窯）のほか、静岡県東部地域（湖西窯など）でも生産されるようになった。

## 特徴
基本的に釉を施さず、粗い粒子の胎土を持つ灰色ないし黄灰色の陶器であるが、淡緑色の自然釉がかかるものもある。器種は碗・小皿・鉢・壺などがあるが、碗と小皿が特に多い。碗や小皿は、やや内湾して立ち上がる胴部をもち、下に高台が付く。焼成時に製品を重ね焼きするが、その際、下の製品に高台が癒着しないよう籾殻を敷いたため、高台縁に籾殻の圧痕が残る製品がある。
山茶碗は12世紀から15世紀までのおよそ400年にわたり生産され、当初は灰釉陶器の形態を引き継いでいたが、時代が下るにつれて碗の胴部の立ち上がりが直線的になり、小皿は扁平化し、多くの器種で高台が省略されるなど簡略化していく傾向が見られる。
製品の流通圏は、ほとんど地元の東海地方であるため、庶民向けの日常雑器として使われたと考えられるが、内面が摩滅したものや、「卸目」を持つものが一部にみられることから、食膳具としてだけでなく調理器具（捏鉢など）的機能をも持っていたとする意見もある。